# Zork Zero
Zork Zero (titolo completo: Zork Zero: The Revenge of Megaboz) è l'ultimo episodio della serie Zork del tipo avventura testuale, programmato da Steve Meretzky e pubblicato da Infocom nel 1989. Zork Zero è dotato di un'interfaccia grafica più raffinata del precedente Beyond Zork; sono presenti anche vari sottogiochi, come Peggleboz e il gioco di carte Double Fanucci.
Fu seguito da Return to Zork, che però segna un cambio della serie verso le avventure grafiche.

## Trama
Zork Zero è un prequel del primo Zork: è infatti ambientato precedentemente alle vicende che accadono nella prima trilogia.

## Modalità di gioco
Zork Zero è un'avventura testuale, ma dotata occasionalmente di illustrazioni. I testi sono abbelliti da capolettere grafiche. Si può consultare separatamente una mappa, e sopra il testo è sempre presente una rosa dei venti che indica le direzioni possibili da prendere.
Sono presenti in tutto 215 luoghi, 106 oggetti e 1624 parole